# Бинфејт (Саскачеван)
Бинфејт (енгл. Bienfait; изговор / ˈbiːnfeɪt /) је урбано насеље са статусом варошице на крајњем југу канадске провинције Саскачеван. Варошица се налази на деоници аутопута број 18, на око 14 км источно од града Естевана, односно 16 км северно од државне границе са америчком савезном државом Северна Дакота. Јужно од насеља протиче река Сурис.

## Историја
Интензивније насељавање је захватило ово подручје паралелно са отварањем првог рудника угља на локалитету јужније од данашњег насеља почетком 90их година 19. века. Већ почетком прошлог века отворени су и нови рудници, а рударство постаје важна привредна делатност преузевши тако примат ратарству. Насеље је 1912. административно уређено као село, а од 1957. и као варошица. 

## Демографија
Према резултатима пописа становништва из 2011. у варошици је живело 780 становника у укупно 330 домаћинстава, што је за 4,3% више у односу на 748 житеља колико је регистровано 
приликом пописа 2006. године.
| 2006. | 2011. |
| ----- | ----- |
| 748   | 780   |